# El amante liberal
El amante liberal (deutsch z. B. Der großmütige Liebhaber, Der großmütige Freier oder Der edelmütige Liebhaber) ist eine Novelle von Miguel de Cervantes. Die Novelle erschien erstmals 1613 in Madrid als Teil der Novelas ejemplares.

## Kurzbeschreibung
El amante liberal erzählt die Geschichte des sizilianischen Ritters Ricardo, der in Leonissa verliebt ist. Leonissa jedoch bevorzugt Cornelio. Während einer Feier in einem küstennahen Garten von Cornelios Eltern wird die Festgesellschaft angegriffen, Leonissa und Ricardo werden entführt und getrennt. Ein Jahr später treffen die beiden, inzwischen versklavt, auf der seit kurzer Zeit osmanisch besetzten Insel Zypern wieder aufeinander, wo drei mächtige osmanische Staatsdiener um Leonissas Besitz wetteifern. Der Wettbewerb der drei Osmanen mündet in einem Seegefecht, gegen dessen kampfgeschwächte Sieger unter anderem christliche Rudersklaven erfolgreich meutern. Ricardo und Leonissa kehren mit dem Meuterer-Schiff nach Sizilien zurück, wo Leonissa statt Cornelio Ricardo heiratet, weil sie von dessen Tapferkeit und Großmut beeindruckt ist.

## Inhaltsangabe
Entführung Ricardos und der von ihm geliebten Leonissa
Vor den Toren des zerstörten Nikosia soll die Herrschaft über die Stadt von Ali-Pascha an Hassan-Pascha übergeben werden. Hassan-Paschas Sklave Ricardo schildert den Grund seiner Melancholie dem Sklaven Mahmud, der dem Kadi von Nikosia gehört: Man habe, so Ricardo, im bei Trapani gelegenen, küstennahen Garten der Familie Rotulo gefeiert, deren Sprössling Cornelio in die von Ricardo geliebte Leonissa vernarrt sei. Dabei sei es zu einer Auseinandersetzung zwischen Cornelio und Ricardo gekommen, aufgrund derer Leonissa in Ohnmacht fiel. Cornelio habe sich durch Flucht einem Kampf entzogen. Plötzlich drangen Barbaresken-Korsaren in den Garten ein, entführten Leonissa, Ricardo und drei weitere Männer auf die Korsarenschiffe und teilten dort ihre Beute auf: Ricardo fiel mit anderen Sklaven dem einen Kapitän zu, Leonissa dem anderen. Die zwei Korsarenschiffe gerieten in einen Sturm. Nahe der Insel Pantelleria musste Ricardo mit ansehen, wie Leonissas Schiff an den Inselklippen zerschellte. Ricardos Schiff dagegen kam nach Tripolis davon, wo der Kapitän rasch einer Krankheit erlag. Da der Kapitän keine Erben hatte, fiel sein Besitz an die osmanische Obrigkeit und Ricardo gelangte somit in den Dienst von Hassan-Pascha, der vierzehn Tage später den Ernennungsbrief für den neuen Posten in Nikosia erhielt.
Drei weitere Bewerber um Leonissas Hand
Nach Ende dieser Rückblende kommt es zur Amtsübergabe von Ali-Pascha an Hassan-Pascha (begleitet von dessen Sklaven Ricardo), der auch der Kadi von Nikosia beiwohnt (begleitet von dessen Sklaven Mahmud). Ein Textilhändler taucht auf, der eine schöne Christin zu verkaufen hat: Leonissa. Entgegen Ricardos Mutmaßungen ist sie nicht ertrunken, sondern mit weiteren Besatzungsmitgliedern auf die Insel Pantelleria gespült und später an den zufällig die Insel passierenden Textilhändler verkauft worden.
Ali-Pascha, Hassan-Pascha und der Kadi wollen Leonissa gleichermaßen haben. Hassan-Pascha und Ali Pascha kaschieren ihr Begehren mit der jeweiligen Behauptung, Leonissa solle als Geschenk an den osmanischen Sultan geschickt werden. Der Kadi schlägt als scheinbaren Kompromiss vor, er werde Leonissa im Namen beider Paschas zum Sultan bringen. Beide Paschas willigen ein, da sie beide „der Überzeugung waren, daß sie ihre Absichten doch noch durchsetzen würden“. Dabei spielt auch Bestechung eine Rolle: Hassan-Pascha schenkt dem Kadi den versklavten Ricardo. Der Kadi lässt Leonissa von Mahmud in die Obhut seiner Frau Halima bringen. Er plant, auf der Schiffsreise zum Sultan eine Krankheit und den Tod Leonissas zu fingieren, die er dann selbst behielte. Als angebliche Leiche Leonissas will er seine noch zu eliminierende Frau Halima über Bord werfen.
Gewaltsame Entscheidung auf See
Nach den nötigen Vorbereitungen sticht die Brigg des Kadi mit ihm, seiner Frau Halima, Teile ihrer Familie, Leonissa, Ricardo und Mahmud in See. Hassan-Pascha lässt sie von einem etwas größeren Schiff verfolgen. Die 50 Schiffssoldaten Hassan-Paschas, der auf Zypern bleibt, haben den Befehl, die Brigg des Kadi „zu überfallen, alle Kostbarkeiten zu rauben und die gesamte Besatzung außer der Sklavin Leonissa niederzumetzeln.“ Kurz bevor es auf offener See zum Kampf kommt, taucht ein noch größeres Schiff auf: eine Galeere Ali-Paschas. Die drei Parteien gehen nun gegeneinander vor, wobei Ali-Pascha stirbt. Ricardo und Mahmud warten in eine Kajüte ab, wer von den Osmanen den Sieg erringt. Zusammen mit Halimas Familie und befreiten christlichen Rudersklaven fallen sie über die geschwächten Sieger her. Auf diese Weise bemächtigen sich die Meuterer aller drei Schiffe. Die Meuterer wählen die Galeere für sich aus, auf die sie alle Schätze bringen. Der Kadi darf mit seiner leergeplünderten Brigg nach Zypern zurücksegeln, während das dritte Schiff versenkt wird. Halima, Teile ihrer Familie, Leonissa, Ricardo, Mahmud und die befreiten christlichen Rudersklaven steuern auf ihrer Galeere das heimatliche Trapani an. Dort empfängt Leonissas Familie die Heimgekehrten. Ricardo gesteht seinem Rivalen Cornelio seine Niederlage beim Kampf um Leonissas Gunst ein, bietet als Hochzeitsgabe seinen Beuteanteil im Wert von mehr als 30.000 Dukaten an und fügt hinzu: „Ich Unglücklicher aber, der ich mein Leonissa verliere, will arm bleiben; denn wem Leonissa fehlt, dem ist schon das Leben allein zuviel.“ Wider Erwarten erklärt Leonissa jedoch, sie wolle Ricardo statt Cornelio zum Gatten. Mahmud und Halima kehren zu ihrem ursprünglichen Glauben zurück und heiraten ebenfalls.

## Textanalyse
Bei El amante liberal handelt es sich um eine auktorial erzählte Kurzgeschichte. Orte der Haupthandlung sind Nikosia, die offene See und Trapani. Orte der Rückblende sind ein Garten bei Trapani, die Insel Favignana, die Insel Pantelleria, die offene See und Tripolis. Die Haupthandlung beginnt im Mai des Jahres 1571. Das Jahr der Haupthandlung ergibt sich dadurch, dass die Stadt Nikosia am 9. September 1570 fiel und es zu Beginn der Novelle heißt, dass „das Blut ihrer heldenmütigen und unglücklichen Verteidiger noch kaum trocken geworden ist“. Zwei Jahre zuvor sei noch Frieden gewesen. Die eingebettete Rückblende beginnt im Mai des Vorjahrs, also 1570.

### Figuren
- Ricardo: Er freit um Leonissa. Er ist ursprünglich ein Ritter, durch Entführung aber Sklave des neuen Herrn von Nikosia, Hassan-Pascha,[28] später Sklave des Kadi von Nikosia.[13] Zu Beginn der Novelle ist er „unendlich traurig“ über den scheinbaren Tod Leonissas,[29] kurz vor Ende tituliert er sich selbst als „Unglücklicher“,[22] doch durch die Ehe mit Leonissa dann als „glücklich und zufrieden“.[23]
- Leonissa Florencio: Sie ist klug, keusch und züchtig,[30] hat goldenes Haar und ist insgesamt „die vollendetste Schönheit, die alle Zeiten je sahen“.[31] Sie ist durch ihre Versklavung nach eigenen Angaben „selbständiger und umsichtiger“ geworden.[32]
- Cornelio Rotulo: Er freit um Leonissa. Er stellt nach Ricardos Meinung einen „aufgeputzten und verzärtelten Jungen mit weichen Händen und gekräuselten Haaren“ dar, der der Familie Florencio „ein noch reicherer Schwiegersohn“ sein könnte als sein Rivale Ricardo.[33]
- Hassan-Pascha: Ein osmanischer Staatsdiener, anfangs in Tripolis stationiert,[6] bis er zum neuen Herrn von Nikosia ernannt wird.[28] Er ist erpicht darauf, Leonissa zu besitzen.[9]
- Ali-Pascha: Ein osmanischer Staatsdiener, anfangs Herr von Nikosia.[28] Er ist erpicht darauf, Leonissa zu besitzen.[9]
- Der Kadi von Nikosia: Er geriert sich als Schiedsrichter im Streit zwischen Hassan-Pascha und Ali-Pascha um Leonissa, ist aber genauso erpicht auf Leonissa wie die beiden Paschas.[9] Er ist der alternde Gatte der energischen Halima.[34]
- Mahmud: Er ist eigentlich ein Christ aus Palermo[35] und Sklave des Kadi von Nikosia.[36]
- Halima: Sie ist eine konvertierte zypriotische Christin und Gattin des Kadi von Nikosia. Sie ist selbstbewusst genug, sich durch Ränkespiele Ricardo als neuen Ehemann verschaffen zu wollen,[34] und souverän genug, das Ansinnen des Kadis abzulehnen, der sie zu ihren Eltern aufs Land schicken will, um ungestörter mit Leonissa zu sein.[37]

### Themen
Ehe- und Liebesangelegenheiten
Eheanbahnung und Liebe werden in der Novelle als potenziell instabile Prozesse geschildert. So behauptet Leonissa auf Zypern Ricardo gegenüber, „wenn ich auch keine Liebe gegen dich empfinden kann, so bin ich doch nicht undankbar“. Am Schluss jedoch begründet sie ihre letztliche Entscheidung für Ricardo mit den Worten, dass sie „jetzt einmal meine mädchenhafte Scheu ablege, sofern ich nur nicht undankbar bin. Und so erkläre ich dir denn, mein tapferer Ricardo, daß mein Herz […] sich jetzt offen für dich erklärt.“
Auch Leonissas Eltern machen einen unsteten Eindruck bei ihrem Versuch, eine Ehe für Leonissa anzubahnen: Ricardo gegenüber behaupten Leonissas Eltern, er sei eigentlich als Schwiegersohn von ihnen favorisiert, während Leonissa gegen Ende der Novelle meint, wenn sie Cornelio bevorzugt hätte, dann sei das „nach dem Willen und auf Anordnung meiner Eltern“ geschehen, „weil sie ihn gern als meinen Gatten gesehen hätten.“
Exotischer Hintergrund
Die exotische Kultur des Osmanischen Reiches bildet die Kulisse für eine Handlung, ohne dass die Handlung wirklich von der Kulisse abhängig ist. Cervantes schildert die Osmanen stereotyp als regelverachtend. Diese Regelverachtung ist Grundlage für ein positives Stereotyp, wenn Cervantes beschreibt, dass „sämtliche Streitigkeiten, abgesehen von den Ehesachen, […] bei den Türken sofort und ohne Aufschub erledigt“ werden, „und zwar nimmt man hier mehr den gesunden Menschenverstand als das Gesetz zum Maßstab.“ Zu einem negativen Stereotyp wird diese Regelverachtung beim Thema Korruption: Bei den Osmanen, so Cervantes,  „erwirbt man Amt und Stellung nicht durch Verdienst, sondern nur durch Geld. Alles ist käuflich und verkäuflich.“ Allerdings taucht das Thema Korruption und Ämterkauf auch in anderen Kurzgeschichten der Novelas ejemplares auf, so zum Beispiel in La gitanilla und in La fuerza de la sangre. Dort aber wird die korrupte katholische Obrigkeit Spaniens thematisiert.

## Deutschsprachige Textausgaben
- Miguel de Cervantes Saavedra: Der großmütige Freier. In: Miguel de Cervantes Saavedra: Meistererzählungen: Die Beispielhaften Novellen. (=detebe-Klassiker. Band 22527). Aus dem Spanischen von Gerda von Uslar. Diogenes, Zürich 1993. ISBN 3-257-22527-X. S. 108–176.
- Miguel de Cervantes Saavedra: Der großmütige Freier. In: Miguel de Cervantes Saavedra: Sämtliche Erzählungen. Aus dem Spanischen von Gerda von Uslar. Anaconda, Köln 2016. ISBN 978-3-7306-0330-7. S. 108–176.